# Asplenium kunzeanum
Asplenium kunzeanum là một loài thực vật có mạch trong họ Aspleniaceae. Loài này được Klotzsch ex Rosenst. miêu tả khoa học đầu tiên năm 1906.